# Râul Târgului, Suceava
Râul Târgului sau Pârâul Târgului este un curs de apă, afluent al râului Suceava. 

## Galerie

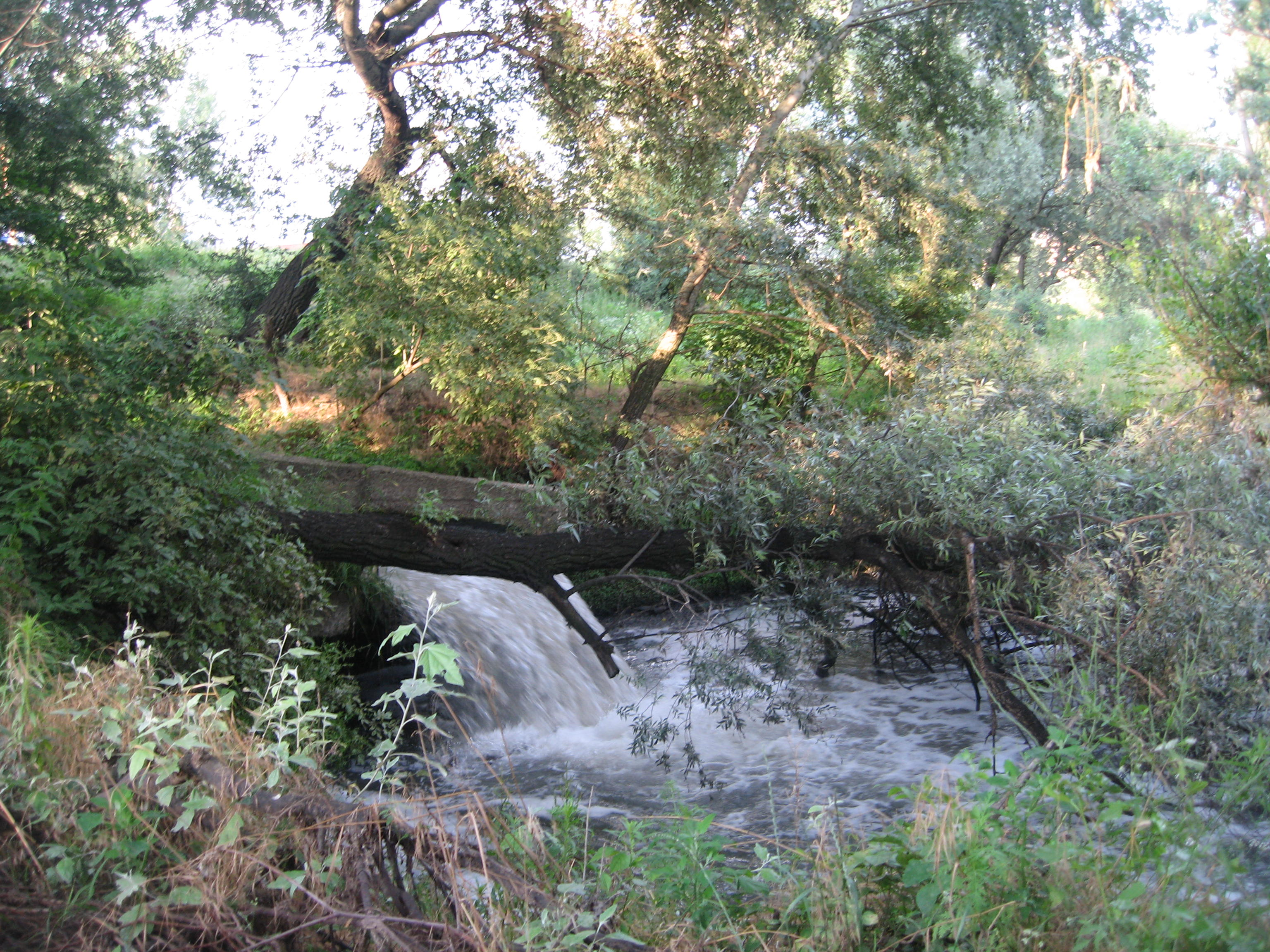
Râul se varsă în lunca Sucevei de la înălţime, formând spume la baza căderii de apă
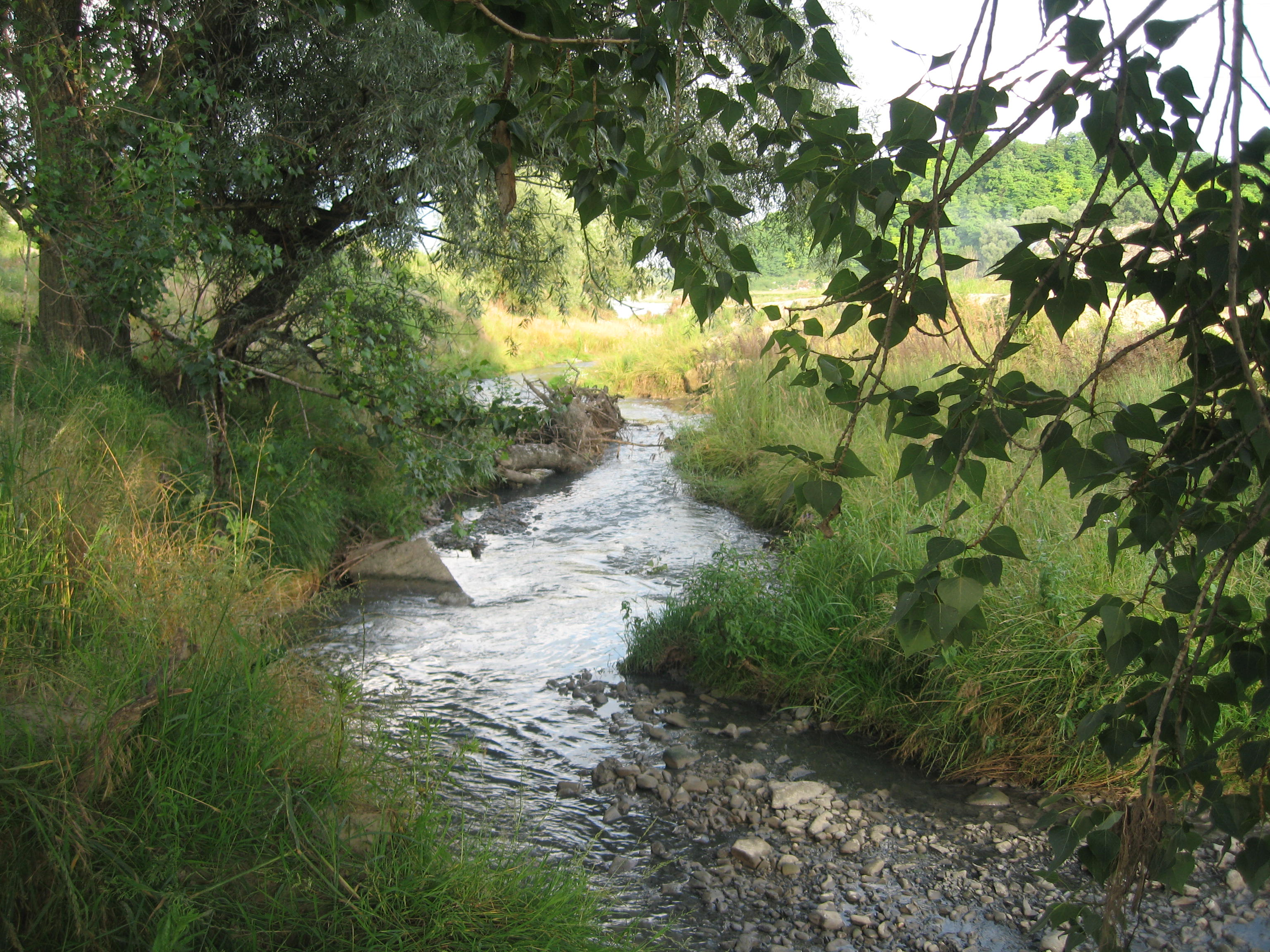
Râul curge şerpuit în lunca Sucevei
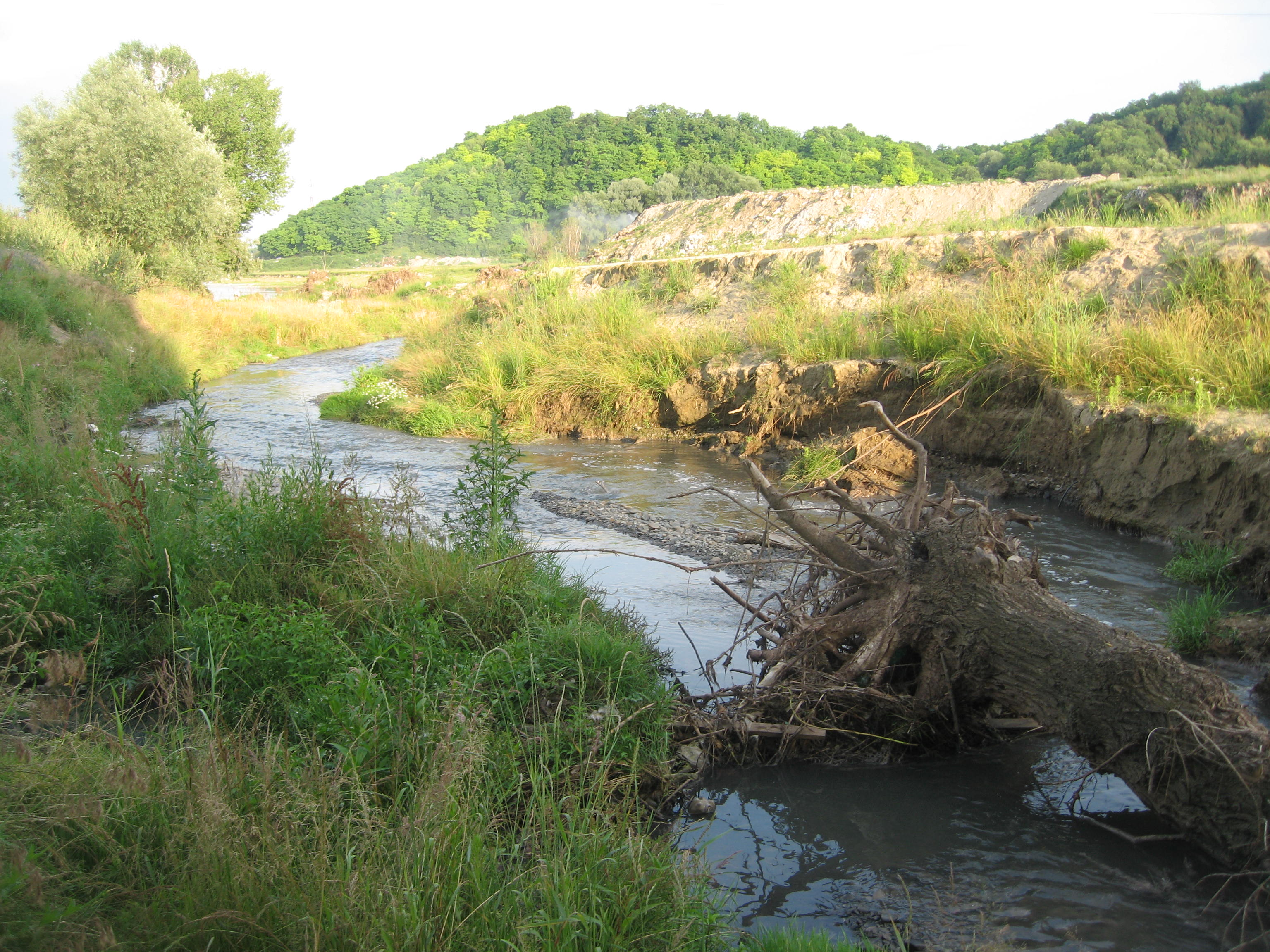
O rădăcină de copac smulsă de Râul Târgului
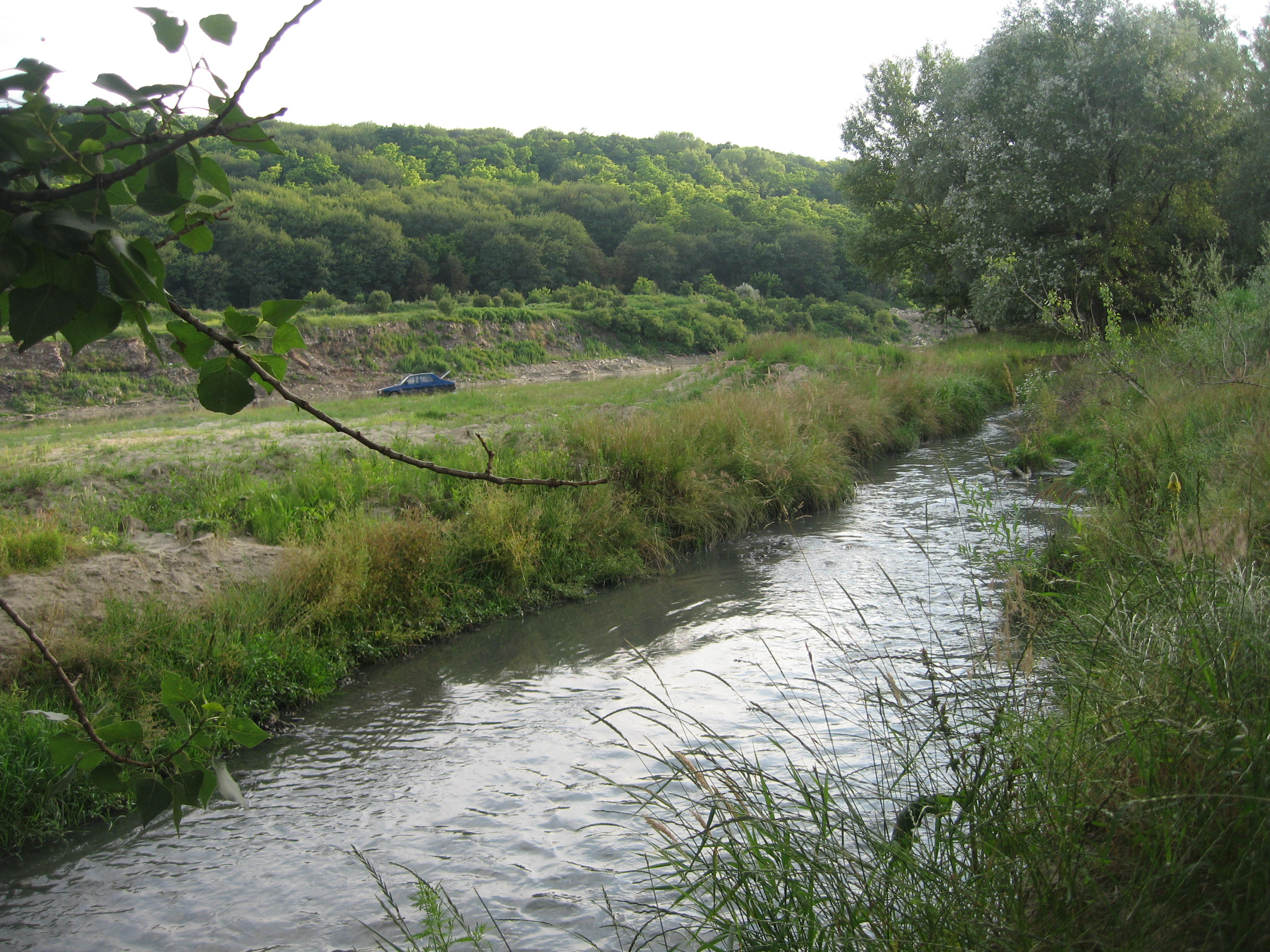
Râul îşi măreşte debitul pe măsură ce se apropie de vărsare

## Hărți
- Harta județului Suceava